# 銀河宇宙オデッセイ
銀河宇宙オデッセイ（ぎんがうちゅうオデッセイ ）（英題:A GALACTIC ODYSSEY）は、1990年にNHK総合テレビの『NHKスペシャル』枠で放送された、天文現象を扱った科学番組である。第22回（1991年）星雲賞メディア部門を受賞した。

## 概要
地球を出発した宇宙船「ヘリオス」が観測を続けるストーリーに沿って進められ、様々な天文現象に遭遇する。当時、第一線で活躍する天文学者が登場し、最新の成果を解説した。撮影にはNHK放送技術研究所が開発中だった高感度ハイビジョンカメラ(HARP)が投入され、数々の天文現象を記録した。この種の科学番組としては異例の豪華なセットや配役、ストーリー展開であった。また、随所に取り入れられたCGは当時の最高水準のもので、映像合成についても処理フロー内の映像品質劣化要因を洗い出して対処した結果、解像度減少や階調飛びが抑えられ、深遠なる宇宙の表現が可能になった。以降、この番組に匹敵する額の予算の天文番組は制作されていない（時代を経るに連れてCG制作や動画編集のコストが大幅に安くなっているので、予算が抑えられる側面もある）。また、番組のソフト化については放送当時にレーザーディスクとVHSが少数発売されただけで、再発売は行われていない。従って、21世紀に入ってから番組の視聴が困難になっている。全編に渡り流れるスムーズジャズのBGMは当時ニューヨーク在住のジャズ・ギタリスト高内春彦（HARU）が制作した。NHKとしては銀河宇宙オデッセイの1年前に、「NHKスペシャル「驚異の小宇宙 人体」」という番組でCGの本格活用を開始したばかりで、番組のデジタル制作のノウハウを蓄積する途上にあった。

## 番組構成
- 1990年6月30日：プロローグ 大星夜
- 1990年7月1日：第1集 旅立ち・わが太陽系
- 1990年7月8日：第2集 遭遇・超新星爆発
- 1990年7月15日：第3集 接近・ブラックホール
- 1990年9月9日：スペシャル 天才・ホーキングの宇宙
- 1990年9月15日：第4集・交信・はるかなるET
- 1990年9月16日：第5集 飛翔・超銀河団
- 1990年11月11日：第6集 遡及・ビッグバン
- 1990年11月18日：最終集 帰還・母なる宇宙
- 1990年12月27日：総集編 第1部 旅・はるかなる時空
- 1990年12月28日：総集編 第2部 夢・母なる宇宙

番組放送後の翌年1991年の1月2日に再放送として、第1集から第7集まで(スペシャルを除く)放送された。またVHSやLDにて全巻およびBGV「天空の星碧」が販売されたが絶版となった。DVD・Blu-ray Discでは再版されておらず、NHKオンデマンドでも提供されていない。そのため、視聴できるのはNHKアーカイブスの番組公開ライブラリー（第4集、総集編第1部、総集編第2部は視聴できない）に留まっている。

## スタッフ
- 企画：高柳雄一
- 音楽：HARU TAKAUCHI（高内春彦）
- ナレーター：山田誠浩
- 進行：グレゴリー・ベンフォード（声：日下武史）
- 声の出演：青二プロダクション
- 特撮演出：豊田宏
- 制作：伊藤道生、横須賀鎮夫、小野直路
- 国際制作：RIAS-TV（現：DW-TV、ドイツ）
- 共同制作：NHKエンタープライズ
- 企画・制作：NHK

## ドラマパート
- 出演：リタ・ゾハール、ウィリアム・ヘイズ、キャスリン・マッキー、ステイシー・エリオット、フィッツ・ヒューストン、別所哲也、長山藍子（声）
- 作：グレゴリー・ベンフォード
- 脚本：ジョン・カーティス
- 演出：田村文孝
- 協力：ボス・フィルム